# Teinobasis pretiosa
Teinobasis pretiosa là một loài chuồn chuồn kim trong họ Coenagrionidae.
Teinobasis pretiosa được Selys miêu tả khoa học năm 1877.